# Ярда
Ярда (фр. Yarda) — деревня и супрефектура в Чаде, расположенная на территории региона Борку. Входит в состав департамента Борку-Яла.

## Географическое положение
Деревня находится на севере Чада, в южной части пустыни Сахара, на высоте 310 метров над уровнем моря.
Населённый пункт расположен на расстоянии приблизительно 820 километров к северо-востоку от столицы страны Нджамены.

## Население
По данным официальной переписи 2009 года численность населения Ярды составляла 10 163 человека (5072 мужчины и 5091 женщина). Население супрефектуры по возрастному диапазону распределилось следующим образом: 36,4 % — жители младше 15 лет, 56,9 % — между 15 и 59 годами и 6,7 % — в возрасте 60 лет и старше.